# بوفاطيس
بوفاطيس إحدى بلديات ولاية وهران وتتبع إداريا لدائرة وادي تليلات.حسب إحصاء رسمي أقيم عام1998 كان عدد السكان فيها 9906.